# باشگاه ورزشی پالایشگاه بانیاس
باشگاه ورزشی پالایشگاه بانیاس (عربی: نادی مصفاة بانیاس الریاضی) یک باشگاه فوتبال سوری مستقر در شهر بانیاس است. این باشگاه در حال حاضر در لیگ برتر فوتبال سوریه مسابقه می‌دهد.